# Giennadij Chazanow
Giennadij Wiktorowicz Chazanow (ros. Генна́дий Ви́кторович Хаза́нов; ur. 1 grudnia 1945 w Moskwie) – radziecki aktor filmowy i głosowy. Ludowy Artysta RFSRR (1991). Do jego najbardziej znanych ról w animacji należy głos Papugi Kieszy w trzech częściach filmu Powrót marnotrawnej papugi (1984–1988).

## Wybrana filmografia

### Filmy animowane
- 1975: Przygody Kota Leopolda (Kot Leopold i złota rybka)
- 1976: Wilk i Zając (odcinek 9) jako spiker
- 1984: Powrót marnotrawnej papugi jako Papuga Kiesza
- 1987: Powrót marnotrawnej papugi (część 2) jako Papuga Kiesza
- 1988: Powrót marnotrawnej papugi (część 3) jako Papuga Kiesza

## Odznaczenia
- Ludowy Artysta RFSRR (1991)
- Zasłużony Artysta RFSRR
- Order Przyjaźni (1995)[2]
- Order „Za zasługi dla Ojczyzny” IV klasy (2000)[3]
- Order „Za zasługi dla Ojczyzny” II klasy (2010)[4]